# Elisa Leonida Zamfirescu
Elisa Leonida Zamfirescu (n. 10 noiembrie 1887, Galați, România – d. 25 noiembrie 1973, București, România) a fost o ingineră și inventatoare din România, șefă a laboratoarelor Institutului Geologic al României. A fost membră a Asociației Generale a Inginerilor din România și membră a Asociației Internaționale a Femeilor Universitare, s-a pretins că a fost prima femeie inginer din lume, dar Alice Perry a absolvit în 1906, cu șase ani înainte.  Elisa Leonida Zamfirescu este un exemplu de femeie celebră în Europa și în lume, născută în România.

## Biografie
Elisa Leonida s-a născut la Galați, pe 10 noiembrie 1887, într-o familie cu 11 copii, fiica intelectualilor Anastase Leonida și Matilda (născută Gill). Toți frații ei s-au realizat într-o carieră intelectuală. Dintre aceștia, cei mai cunoscuți au fost: Gheorghe Leonida (sculptor), colaborator în colectivul sculptorului Paul Landovski din Paris, care a realizat celebra statuie Cristos Mântuitorul, plasată pe muntele Corcovado, din Rio de Janeiro, (se presupune că Gh. Leonida a modelat capul statuii), dar și al unor opere care se găsesc astăzi la Muzeul Național de Artă din București și la Castelul Bran; Adela, medic oftalmolog, care a fost directoarea spitalului „Vatra Luminoasă“; Natalia, pedagogă, directoare a Liceului de fete Regina Maria din București; Dimitrie Leonida, inginer energetician, creator al Muzeului Tehnic care îi poartă numele.
În 1909 se înscrie la Academia Regală Tehnică din Berlin, fiind prima femeie student a acestei universități.
În 1912 obține diploma de absolvire cu specializarea Chimie, la Academia Regală Tehnică din Berlin iar decanul Hoffman declară: „Die Fleissigste der Fleissigsten” (cea mai silitoare dintre silitori).
În 1917, ea a administrat un spital în orășelul Mărășești din România, care îngrijea victimele bătăliei de la Mărășești - ultima bătălie majoră dintre România și Germania.
În anul 1918, s-a căsătorit în localitatea gălățeană Ghidigeni, cu inginerul Constantin Zamfirescu, nimeni altul decât fratele cunoscutului scriitor Duiliu Zamfirescu. 
În 1963, preferând să muncească până la vârsta de 75 de ani,a acceptat pensia la care renunțase anterior.

#### Studii
A urmat școala primară la Galați și liceul la Școala Centrală de Fete din București, obținând bacalaureatul la secția reală a Liceului „Mihai Viteazul”. După terminarea liceului, s-a înscris la Școala de Poduri și Șosele din București (Politehnica de astăzi), dar a fost respinsă din cauza prejudecăților vremii, care refuzau dreptul femeilor de a urma o astfel de facultate. Aceste prejudecăți nu au împiedicat-o să urmeze o facultate de inginerie. Astfel, în anul 1909, pleacă la Berlin și se înscrie la Academia Regală Tehnică din Berlin, devenind prima femeie studentă a acestei universități.
Dar și acolo a fost acceptată cu greu, din cauza acelorași prejudecăți. Rectorul s-a simțit obligat să-i atragă ferm atenția că „nu cumva să dea prilej de nemulțumire, ea fiind un caz aparte”. La cererea ei de înscriere, decanul Hoffman s-a lăsat convins cu greu, invocând ca argument chemarea esențială a femeii, cei trei K - Kinder, Küche, Kirche (copiii, biserica, bucătăria). Același decan, dar și alți profesori, în timpul studiilor și în laboratoare, o ocoleau, ignorându-i prezența. Cu răbdare, cu dârzenie și cu silință, a transformat prejudecățile, ostilitatea și privirile batjocoritoare, în admirația generala și chiar a decanului Hoffman, care, înmânându-i diploma, a declarat, printre altele: „Die Fleissigste der Fleissigsten” (cea mai silitoare dintre silitori).
Presa vremii (ziarul Minerva și alte ziare ale acelor vremi) au consemnat evenimentul: „Elisa Leonida, prima femeie inginer din țara noastră și din Germania”, „O compatrioată a noastră, domnișoara Elisa Leonida, în loc să studieze Literele sau Medicina, sau, mai rău, Dreptul, a studiat ingineria la Berlin”. „În inginerie viitorul femeilor e mare, d-ra Leonida a trecut cu deosebit succes examenul final, obținând diploma de inginer”. În 1912 a absolvit cu calificativul “bine”, spre admirația decanului, și a devenit oficial prima femeie inginer din lume, cu specializarea chimie.

### Începuturile activității inginerești
Deși i s-a oferit un post de inginer la firma BASF din Germania, Elisa s-a întors în țară, așa cum făceau cei mai mulți dintre tinerii români care studiau în străinătate. A reușit, cu greu, să obțină un post de inginer la laboratorul Institutului Geologic din București.
După puțin timp, a început Primul Război Mondial. Cu riscul vieții, merge pe front, unde desfășoară o intensă activitate în cadrul organizației „Crucea Roșie“, ajutând la diminuarea suferințelor soldaților răniți. I s-a încredințat chiar conducerea unor spitale de campanie în apropiere de Mărășești. Pentru activitatea sanitară, a fost decorată cu ordine și medalii românești și străine.
Tot pe front l-a întâlnit pe viitorul său soț, fratele scriitorului Duiliu Zamfirescu, inginerul Constantin Zamfirescu, cu care s-a căsătorit, pe front, la conacul din Ghidigeni, în 1918, nași fiind soții Chrissoveloni. La nuntă a participat și Regina Maria. A avut două fiice, care ulterior au devenit una profesoară și alta ingineră.
După război, și-a reluat activitatea la Institutul Geologic, unde a condus un laborator de analize, în care a elaborat metode originale, raționalizări, a introdus tehnici noi și a efectuat studii importante, toate având ca scop cunoașterea bogățiilor subsolului țării noastre.

## Aportul tehnic și științific original
A adus o contribuție deosebită la progresul economiei naționale și la afirmarea științei românești, prin lucrările sale originale, susținute la congrese, simpozioane și publicate. Aici s-a preocupat de analiza apei potabile, a diverselor minerale, petrol, gaze, cărbuni, bituminide solide, roci de construcție și de prepararea minereurilor, semnând 85 000 buletine de analize, ale căror rezultate au fost publicate în seria „Studii economice”, editată de Institutul Geologic.
A participat la importante studii de teren, privind în special identificarea și analiza unor noi resurse de cărbune, de șisturi bituminoase, de gaze naturale, crom, bauxită sau cupru, cărora le-a consacrat și monografii: Contribuțiuni la studiul bauxitelor din România; Studiul chimic al cromitelor din Munții Orșovei; Studiul extragerii potasiului din glauconite; Studiul determinării germaniului în cărbuni și minereuri; studiul pământurilor decolorante din R.P.R.; Valorificarea gazelor din craking; Aditivi pentru uleiurile minerale pe baza de rășini acrilice; Studiul compoziției chimice a țițeiului în R.P.R..
Contribuția sa la cercetarea bogățiilor minerale ale României îi asigură un loc de cinste în galeria marilor figuri ale științei naționale, europene și mondiale.

## Activitatea pedagogică
În paralel,  a activat și ca profesoară de fizică și chimie la Școala de fete „Pitar Moș” și la Școala de electricieni și mecanici din București, condusă de fratele ei Dimitrie.
Mulți dintre specialiștii care aveau nevoie de rezultatele analizelor, de o îndrumare sau de un sfat profesional, o găseau de dimineața până seara la orele 20-21, în laborator, împărtășind din bogata sa experiență în domeniul compoziției chimice a substanțelor minerale, indicând cele mai adecvate metode de analiză și moduri de valorificare a rezultatelor. Dar printre multiplele sale preocupări, a dat o deosebita atenție formării personalului, ocupându-se atât de tineri chimiști, dar și de laboranți și muncitori, contribuind la ridicarea nivelului lor științific și profesional prin cursuri și îndrumări zilnice.
Ca o trăsătură a caracterului său nobil, este de remarcat faptul că, deși avea dreptul de a cumula pensia cu salariul de la vârsta de 52 de ani, renunță la pensie, optând numai pentru salariu, aducând statului o economie de aproximativ 300.000 lei (valoare estimată în 1963).
A profesat până la 1 mai 1963, când a ieșit la pensie, la vârsta de 75 de ani.

## Activitatea diplomatică
A fost prima femeie membră AGIR și membră a Asociației Internaționale a Femeilor Universitare, în cadrul căreia a adus o contribuție esențială privind cunoașterea activității femeilor din țara noastră.
În calitate de președinte al Comitetului de luptă pentru pace din Institutul Geologic, a luat atitudine față de înarmarea atomică, adresând un protest competent și justificat comisiei de dezarmare de la Lancaster House din Londra, insistând asupra pericolului armei atomice. Aceasta intervenție a fost comunicată oficial la ONU.
În timpul vieții, nu de puține ori activitatea sa a fost adusă la cunoștința publicului larg prin mijloacele de presă, atât din țară cât și din străinătate. În ziarul Românul American, nr.14/8 martie 1960, a apărut un articol care se referea, printre altele, și la exemplara sa viață de familie.

## Decesul
A încetat din viață la 25 noiembrie 1973, la vârsta de 86 de ani.
De la trecerea ei în veșnicie, în fiecare an, presa și Televiziunea Română au reamintit despre ea.

## In memoriam

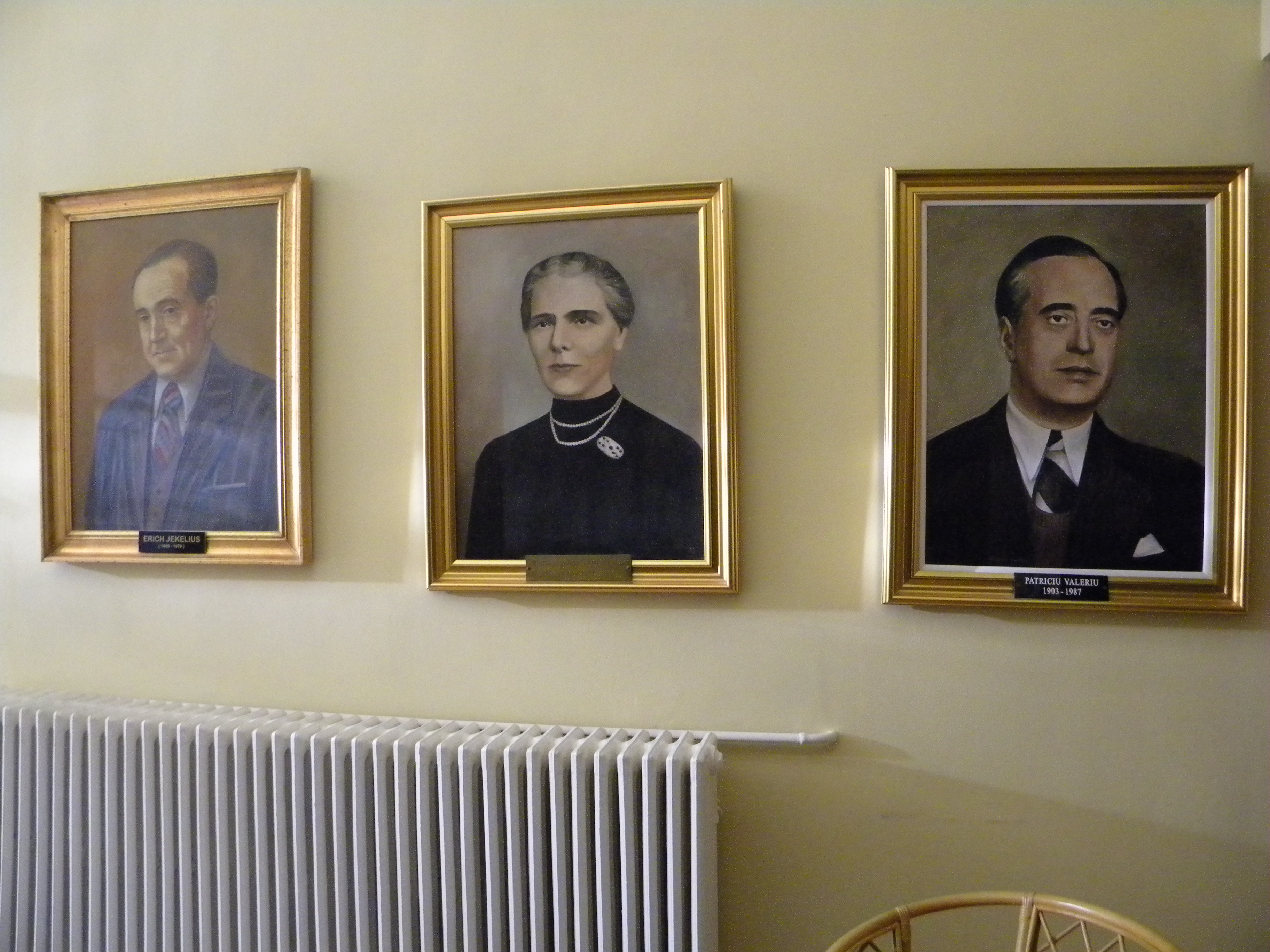
Panou la Muzeul Național de Geologie

La inițiativa Confederației Naționale a Femeilor din România, sub coordonarea doamnei dr. Mioara MIncu, în anul 1997, a fost instituit „Premiul Elisa Leonida-Zamfirescu“ care se acordă pentru merite în domeniul științei și tehnicii unor personalități feminine.
La Muzeul Tehnic din București și la Muzeul Național Geologic, sunt panouri din care vizitatorii pot afla biografia și realizările primei femei inginer.
Din 1993 strada din București pe care a locuit îi poartă numele. O stradă cu numele Elisei Leonida Zamfirescu există și la Galați (în apropierea Drumului de Centură).
În 2018 a fost omagiată printr-un Google Doodle, pe data de 10 noiembrie, cu ocazia împlinirii a 131 de ani de la naștere.